# Atrichopogon formosanus
Atrichopogon formosanus är en tvåvingeart som beskrevs av Jean-Jacques Kieffer 1918. Atrichopogon formosanus ingår i släktet Atrichopogon och familjen svidknott.
Artens utbredningsområde är Taiwan. Inga underarter finns listade i Catalogue of Life.